# Wikitekst
Wikitekst (Wikikôd ili Wikisintaksa) je jednostavni oznakovni jezik koji se rabi za pisanje wiki-baziranih web stranica, kao što je Wikipedija. Internetski preglednici ne mogu prikazati wikitekst te se za prikazivanje na web stranicama on parsira (analizira i prevodi) u HTML.
Kao pojednostavljenoj alternativi HTML-u, svrha mu je lakše pisanje kôda jer je naglasak stavljen na sadržaj, jer se jednostavnijim označavanjem autor lakše fokusira na ideju.
Wikitekst je stvoren 1995. godine i prvi put je rabljen na stranici WikiWikiWeb koju su suradnici mogli uređivati.
Ne postoji široko prihvaćen standard wikiteksta, struktura jezika ovisi o primijenjenom wikisoftveru. Razni wikiprogrami mogu uključiti ili isključiti elemente HTML kôda, naročito zbog sprječavanja zloporaba. To je slučaj i s MediaWiki softverom koji pogoni Wikipediju, u kome je na primjer isključena oznaka <a> i zamijenjene pogodnijim načinom za postavljanje vanjske poveznice:
<a href="primjer.com">Web stranica</a> — [http://primjer.com Web stranica]

## Vanjske poveznice
- MediaWiki: Wikisintaksa
- MediaWiki: Popis alternativnih parsera
- Kako radi Wiki, HowStuffWorks (en.) (pristupljeno 4. svibnja 2016.)